# Guavatá
Guavatá là một khu tự quản thuộc tỉnh Santander, Colombia. Thủ phủ của khu tự quản Guavatá đóng tại Guavatá Khu tự quản Guavatá có diện tích 58 ki lô mét vuông. Đến thời điểm ngày 28 tháng 5 năm 2005, khu tự quản Guavatá có dân số 4832 người.